# Волков, Иван Евгеньевич
Иван Евгеньевич Волков (род. 2 февраля 1968 года, Москва) — российский поэт. Лауреат Большой премии «Московский счёт» (2012).

## Биография
Иван Евгеньевич Волков родился 2 февраля 1968 года в Москве.
После школы работал слесарем-сборщиком на заводе, был грузчиком, затем, как и многие сверстники (уже не «поколение дворников и сторожей») — торговал на рынке «пиратским» видео.
В 26 лет Иван Волков поступил в Литературный институт, семинар Татьяны Бек и Сергея Чупринина, но не окончил его.
В 2001 из Москвы «эмигрировал в Россию» в Кострому.
«Жить в Москве — все равно, что жить в ГУМе или ЦУМе, — рассказывает в своих интервью Волков. — Несколько лет назад я понял, что больше так не могу, и решил уехать в провинцию. Долго выбирал и остановился на Костроме. Это город бедный, депрессивный, но там меняется самоощущение. Выходишь на Волгу: слева — Астрахань, справа — Нижний Новгород, вот где география! А раньше выходил из своего московского дома: слева — ночное кафе, справа — круглосуточный магазин, прямо — бордель…».
В настоящий момент работает тренером по шахматам в детско-юношеской спортивной школе и ведет литературную студию «Пятница» в Костромском государственном университете им. Н. А. Некрасова.

## Творчество
Первая книга Ивана Волкова «Ранняя лирика» вышла в 1999 г. По определению драматурга Максима Курочкина, в стихах Волкова «вещи одушевляются, люди становятся больше, а города — наоборот. Сретенка плачет, как девочка, потерявшая мячик, а Центральный Административный Округ ворчит под диваном».
Книга «Ранняя лирика» вошла в шорт-лист премии «Антибукер».
В 2003 в поэтической серии ОГИ вышла книга «Продолжение». Инга Кузнецова называет её «дискомфортной и пронзительной», а Арсений Замостьянов отмечает «обаяние личного послания, написанного для единственного читателя» — и именно поэтому интересного очень многим".
В 2004 г по инициативе Ивана Волкова в клубе «ОГИ» стартовал одного из самых успешных литературных проектов Москвы «Полюса» (выступление на одной площадке двух разных поэтов). Иван Волков также был первым ведущим «Полюсов». Он организовал совместные вечера таких разных поэтов, как Максим Амелин — Дмитрий Воденников, Андрей Родионов — Дмитрий Кузьмин, Олеся Николаева — Лев Рубинштейн, Инга Кузнецова — Ольга Иванова, Борис Рыжий — Леонид Шевченко и многих других
В июне 2011 года Иван Волков провел первый в Костроме всероссийский поэтический фестиваль «Костромские каникулы». В течение трех дней на разных площадках города прошло семь авторских вечеров таких поэтов как Максим Амелин, Марина Бородицкая, Евгений Карасев, Ирина Ермакова, Всеволод Емелин и Евгений Лесин, По отзывам зрителей, не избалованных событиями подобного масштаба, фестиваль поэзии «Костромские каникулы» стал ярким событием в культурной жизни города
В 2005 в издательстве «Листопад Продакшн» вышло книга «Алиби», представляющая собой полное переиздание двух предыдущих книг и собрание новых стихотворений.
Стихи Ивана Волкова печатаются в журналах «Знамя», «Октябрь», «Арион», «Волга» (Саратов), «Колокол» (Лондон), «ШО» (Киев).
В 2002 г Иван Волков был удостоен премии им.Бориса Пастернака, в 2004 — премии им. Бориса Соколова. В 2010 г. Иван Волков стал лауреатом международной литературной премии «Леричи Пеа-Москва». Лауреат премии «Anthologia» (2012). За книгу «Стихи для бедных» удостоен поэтической премии «Московский счет» (2012)
Стихи Ивана Волкова переведены на английский, китайский, японский, итальянский языки.

### Книги
1. Ранняя лирика / Предисл. Т. Бек. — М. 1999. — 55 с
2. Продолжение. — М.: ОГИ, 2003. — 68 c. ISBN 5-94282-116-X.
3. Алиби: три книги: Стихи. — М. : Издательство «Листопад Продакшн», 2005. — 136 с. ISBN 5-98922-003-0
4. Стихи для бедных. — М.: Воймега, 2011. — С.61. ISBN 5-7640-0107-2
5. Мазепа: поэма. — М.: ОГИ, 2014.- 80 С. ISBN 978-5-94282-752-6
6. Стихотворения и поэмы. — М.: Б.С.Г.-Пресс, 2018. — 272 с.

### Публикации в журналах
1. Сирена. // Знамя. — 1999 г. — № 8.
2. Крымские сонеты. // Знамя. — 2000 г. — № 9.
3. Голоса. // Арион. — 2001 г. — № 3.
4. Средства связи. // Знамя.— 2001 г. — № 9.
5. Долгая счастливая жизнь. // Знамя. — 2002 г. — № 3.
6. Страшный планетарий. // Знамя.— 2003 г. — № 12.
7. Вокзалы — ворота в ничто. // Октябрь.— 2004 г. — № 4.
8. Не прощаясь. // Знамя.— 2005 г. — № 9.
9. Разве это рай?  // День и ночь.— 2005 г. — № 5-6.
10. Подари мне губную гармошку. // Октябрь.—2006 г. — № 3.
11. Желтая Гора. // Октябрь.— 2008 г. — № 2.
12. Почти рассвет. // Октябрь. — 2008 г. — № 11.
13. Костромские элегии. // Волга.— 2009 г. — № 7-8.
14. Ода на взятие Костромы Зурабом Церетели 2010 года. // ШО. 1. 2010.
15. Саван Лаэрта. // Октябрь.— 2010 г. — № 1.
16. Под звуки лиры и трубы. // Октябрь. — 2010. — № 7

### Антологии
- Девять измерений: Антология новейшей русской поэзии. Сост. Б. Кенжеев, М. Амелин, Д. Воденников и др.; Вступ. ст. И. Кукулина. М.: Новое литературное обозрение, 2004. — 406 с. ISBN 5-86793-299-0
- Антология современной российской поэзии (на китайском языке). Составитель Максим Амелин. — Пекин. 2006. ISBN 7-02-005803-5
- Contemporary Russian Poetry: an Anthology/ Evgeny Bunimovich, editor: J. Kates, translation editor. English and Russian. — USA. Dalkey Archive Press. ISBN 978-1-56478-487-2

## Рецензии на стихи Ивана Волкова
1. Бак Дмитрий. Сто поэтов начала столетия. О поэзии Ивана Волкова и Аркадия Штыпеля. // Октябрь — 2009, — № 12.
2. Галина Мария. «Не участвуя в естественном отборе…» Иван Волков. Алиби // Знамя — 2006 г. — № 9.
3. Гельман Павел. А Волков — это хирург уролог, не так ли? Агентство культурной информации GIF.ru. — 20.05.2003
4. Губайловский Владимир Групповой портрет . Поэзия в журнале «Знамя». // Независимая газета. —.02.11.2000. — С.7
5. Замостьянов Арсений. Правила и исключения. Иван Волков. Ранняя лирика // Знамя — 2000 г. — № 3
6. Замостьянов Арсений. Некомильфо. Иван Волков. Продолжение. // Знамя —2004 г. — № 4.
7. Калмыкова Вера. Нежалкий жребий среднего поэта. (Иван Волков. Алиби) // Октябрь — 2006 г. — № 7
8. Козлов Михаил. Подайте на прочитание. // Книжное обозрение. — 9 августа 1999 г. —№ 32 — С. 7.
9. Кузнецова Инга «Меня затянет капелькой смолы…» (недоступная ссылка) О неустойчивости лирических героев. // НГ-Exlibris. — 2003-08-07.
10. Кузнецова Инга. Поэт и лирический герой: дуэль на карандашах // Октябрь. — 2004 г. — № 3.
11. Курочкин Максим. Реалист в царстве снов (недоступная ссылка). Мы и мы секунду назад. // Книжное обозрение «Ex libris НГ» — 19.08.09. — С. 2.
12. О стихотворении «Саван Лаэрта». Библиография. // Сибирские огни. — 2010 г. — № 3.
13. Прилепин Захар. Иван Волков. Стихи для бедных //Новый мир. — 2011. — № 6
14. Сафронова Елена. Космогония «плохого поэта Ивана» //Знамя. — 2011.- № 8
15. Скворцов Артем. Письма с Волги. Знамя. — 2011. — № 8

## Интервью
- Григорий Заславский. Интервью с Иваном Волковым. // Радио «София» — Эфир от 05.04.03.
- Большой разговор. Гость программы — поэт Иван Волков (Кострома). // Радиостанция «Маяк 24». — Эфир от 14.11.2003, 21:10.
- Иван Волков: Не входить в «обойму», а выходить. Интервью Ольги Рычковой. // Труд — № 141. 30 июля 2004 г.
- Александр Бугров. Иван Волков — поэт, эмигрировавший в Кострому. // Костромские ведомости. — 12-18 января 2005 г. — С. 7.
- Иван Волков: «Искусство делают не творческие личности, а рабочие лошади». Беседовал Сергей Пшизов. // Северная правда-Неделя. — 12 октября 2005 г. — № 117. — С. 7
- Иван Волков: «Кострома — это маленькая Россия»  Интервью Юрия Шипулина. // Молодёжная линия. — № 35. 24 августа 2006. — С. 5.
- Почему в русской поэзии не происходит ничего хорошего. Интервью Ларисы Хомайко. //Свободный курс. — 24 марта 2011.

## Иван Волков в ленте новостей
1. Короткие списки «Антибукера-97» // Независимая газета. — 5 декабря 1997. — № 230 (1555). — С. 1
2. Антибукер-99. // Независимая газета. — 15 декабря 1999. — № 234 (2050). — С. 1.
3. Новикова Лиза. «По кругу ходит Пастернак» // Коммерсантъ — № 103 (2472) от 19.06.2002
4. Орлова Анна Торс у Бетховена недостаточно волосат. // Комсомольская правда. — 15.06.2002
5. Как торс у Бетховена (недоступная ссылка) // Еженедельный журнал. Еж-Словесность.
6. Презентация книги участника Форумов молодых писателей России — Волкова Ивана. // Фонд ФСЭИП. Новости. — 1 апреля 2003 года
7. «Мухи в янтаре»: названы победители IV форума молодых писателей // Полит. Ру Новости. — 18 октября 2004, 16:27
8. Презентация конкурса «Соколов-приз» в литературном музее «Серебряный век» (недоступная ссылка) // Фонд ФСЭИП. Новости.— 9 июня 2005 года
9. Поэт Иван Волков дарит костромичам сборник стихов «Алиби»  (недоступная ссылка) // Новости Кострома ГТРК. — 14.10.2005
10. Качалкина Юлия. Неофиты четвёртого призыва. // Книжное обозрение. 2005.
11. [www.regnum.ru/news/528681.html В Костроме пройдет презентация сборника Ивана Волкова]. // Информационное агентство Regnum. — 16:47 14.10.2005
12. Пшизов Сергей. «Пятница» по пятницам. // Северная правда. — № 114, 5 октября 2005 г. — С.25
13. Коковихин. Михаил Звёзды на нулевом небе // Особая газета. № 24 (129) за 25 июня 2009 года
14. Перестронин Николай Легко ли быть другими? А не другими — труднее…  В Вятке прошёл фестиваль современной поэзии «Другие голоса» № 0. // Вятский край. — 27.06.2009
15. Maylan Álvarez Rodríguez. Aturdir las estrellas en la Feria del Libro 2010 (недоступная ссылка). — 6.12.2009
16. Maylan Álvarez Rodríguez. Antología de Poetas Rusos. Ediciones Matanzas. — 17.02.2010.
17. Alfonzetti Chiara. Premio Lerici Pea Mosca 2010, vince Ivan Volkov //Citta della Spezia La Spezia Cultura e Spettacolo. — 22.03.2010.
18. A Ivan Volkov e Claudia Scandura il premio Lerici Pea della III edizione moscovita (недоступная ссылка) // Premio Gorky News
19. Ефремова Оксана. Кострома прославилась на всю Италию. // Средний класс. — № 13. 7 апреля 2010 года.
20. Игнатова Зоя. Нужна ли современному человеку поэзия? // Новые костромские ведомости. — #18 (190). — 29 мая 2010. — С.9

## Пресса о вечерах Ивана Волкова
- Алексей Зензинов. Кострома mon amour // Книжное обозрение. № 38 (2204). — С.19.
- Елена Потемкина. Географическая метафора. Алиби прогрессирующего алкоголика. // НГ-Exlibris. —. 4 сентября 2008. — С. 3.

## Пресса о проекте «Полюса»
1. Людмила Вязмитинова. «Полюса»: вечер первый. Амелин и Воденников на Никольской (недоступная ссылка) // НГ-Exlibris. —.15.01.2004.
2. Людмила Вязмитинова. Проект «Полюса»: вечер второй. Санджар Янышев и Данила Давыдов на Никольской (недоступная ссылка). // НГ-Exlibris. —.05.02.2004.
3. Людмила Вязмитинова Проект «Полюса»: вечер третий Александр Леонтьев и Глеб Шульпяков на Никольской (недоступная ссылка). // НГ-Exlibris. —.12.02.2004.
4. Людмила Вязмитинова «Поэты-женщины» на Никольской Проект «Полюса»: вечер четвёртый (недоступная ссылка). // НГ-Exlibris. —.26.02.2004.
5. Людмила Вязмитинова От какой луковицы плакать? Проект «Полюса»: вечер пятый (недоступная ссылка) // НГ-Exlibris. —.18.03.2004.
6. Людмила Вязмитинова «Полюса» поэтических студий Ковальджи и Волгин воспитали хороших и разных учеников (недоступная ссылка). // НГ-Exlibris. —.22.04.2004.
7. Людмила Вязмитинова Они ждали только новых стихов Вечер памяти Бориса Рыжего и Леонида Шевченко (недоступная ссылка) // НГ-Exlibris. —.08.04.2004.
8. Руслана Ляшева. Крылья с трудом волоча. // Литературная Россия. — № 14. —09.04.2004.
9. Юлия Качалкина Расхождения по хазарскому вопросу «Полюса» Фаины Гримберг и Дмитрия Тонконогова (недоступная ссылка) // НГ-Exlibris. —.20.05.2004.
10. Людмила Вязмитинова Без дуэлей и драк Год проекту «Полюса»: стереоэффекты (недоступная ссылка).// НГ-Exlibris — 20.01.2005

## Пресса о фестивале «Костромские каникулы»
1. Шанина Дарья. Рифмобогатые каникулы. Северная правда. № 47, 15 июня 2011 года.
2. Шанина Дарья. Шесть голосов: от Одиссея до фраеров, или трехдневный уик-энд столичных поэтов в городе, где одна машина уступает дорогу девяти пешеходам. //Деловое обозрение. № 46, 9 июня, 2011
3. Тенишева Татьяна. От Амелина до Емелина. //Средний класс. № 21 (321), 8 июня, 2011.
4. Ефремова Оксана. Фестиваль современной поэзии «Костромские каникулы» (недоступная ссылка) //Культурная инициатива. — 21 июня 2011 года.

## Медиатека
- Моноспектакль по стихам русского поэта Ивана Волкова. Читает актёр Омского Академического Театра Драмы Руслан Шапорин. Звукорежиссёр Наталья Тереник. — Омская ГТРК. — 21 ноября 2003.
- Поэтический мост Россия-Италия 2010. (Иван Волков читает стихи «Собака понимает взгляд луны», «Подари мне губную гармошку», «Ода на взятие Костромы Зурабом Церетели 2010 года».
- [music.lib.ru/w/wasilxew_a/alb0.shtml Андрей Васильев исполняет песню на стихи Ивана Волкова. Суходрев].
- [music.lib.ru/w/wasilxew_a/alb0.shtml Андрей Васильев исполняет песню на стихи Ивана Волкова «Волшебная женщина»].